# Moulin Tallard
Le moulin Tallard ou moulin de Tallard est un moulin situé à Saint-Étienne-sur-Chalaronne, en France.

## Localisation
Le moulin est situé sur la commune de Saint-Étienne-sur-Chalaronne dans le département de l'Ain, en région Auvergne-Rhône-Alpes.

## Description
Les bâtiments forment un plan trapézoïdal qui chevauchent le bief de la Chalaronne et qui abritent de part et d'autre de la rivière, deux moulins aux mécanismes distincts. Chaque entité se compose d'un bâtiment principal, les bâtiments orientés nord-sud sont solidaires l'un avec l'autre, ils barrent le cours d'eau et c'est en leur milieu que sont placées les huit roues-barils qui actionnent les deux moulins. 
Pour la partie sud concernée par la protection, les bâtiments forment une cour centrale ouverte à l'ouest vers la route menant à Châtillon-sur-Chalaronne. Le logis et le moulin se trouvent dans le bâtiment principal est qui s'élève sur quatre niveaux : un rez-de-chaussée en soubassement, deux étages plus les combles.

## Visites
Le moulin est une propriété privée, il est visitable (visites guidées par l'association du Moulin de Tallard , mouture à la meule, moulin en fonctionnement, exposition d'outils et matériels anciens, petit musée de jouets anciens),.

## Historique
Le moulin Tallard dépendait de la seigneurie voisine de l'Epinay à Saint-Didier-sur-Chalaronne, seigneurie aux mains de la famille d'Estrées pour laquelle Jean d'Estrées rend hommage à Édouard Ier de Beaujeu en 1374 pour toutes ses possessions dont le moulin.
La minoterie du moulin est opérationnelle jusqu'en 1956.
Le moulin Tallard (pour la propriété sud, soit son bief en totalité (bief des Echudes) depuis sa prise d'eau et sa vannerie, ses huit roues, ses bâtiments en totalité (moulin, communs, bâtiment du four à pain, et le bâtiment du logis à l'exception de la partie intérieure du logement) du moulin à farine contenant ses mécanismes, les mécanismes fixes pour tous les niveaux et en totalité sans exception) fait l’objet d’une inscription au titre des monuments historiques par arrêté du 8 octobre 2015,.

## Galerie

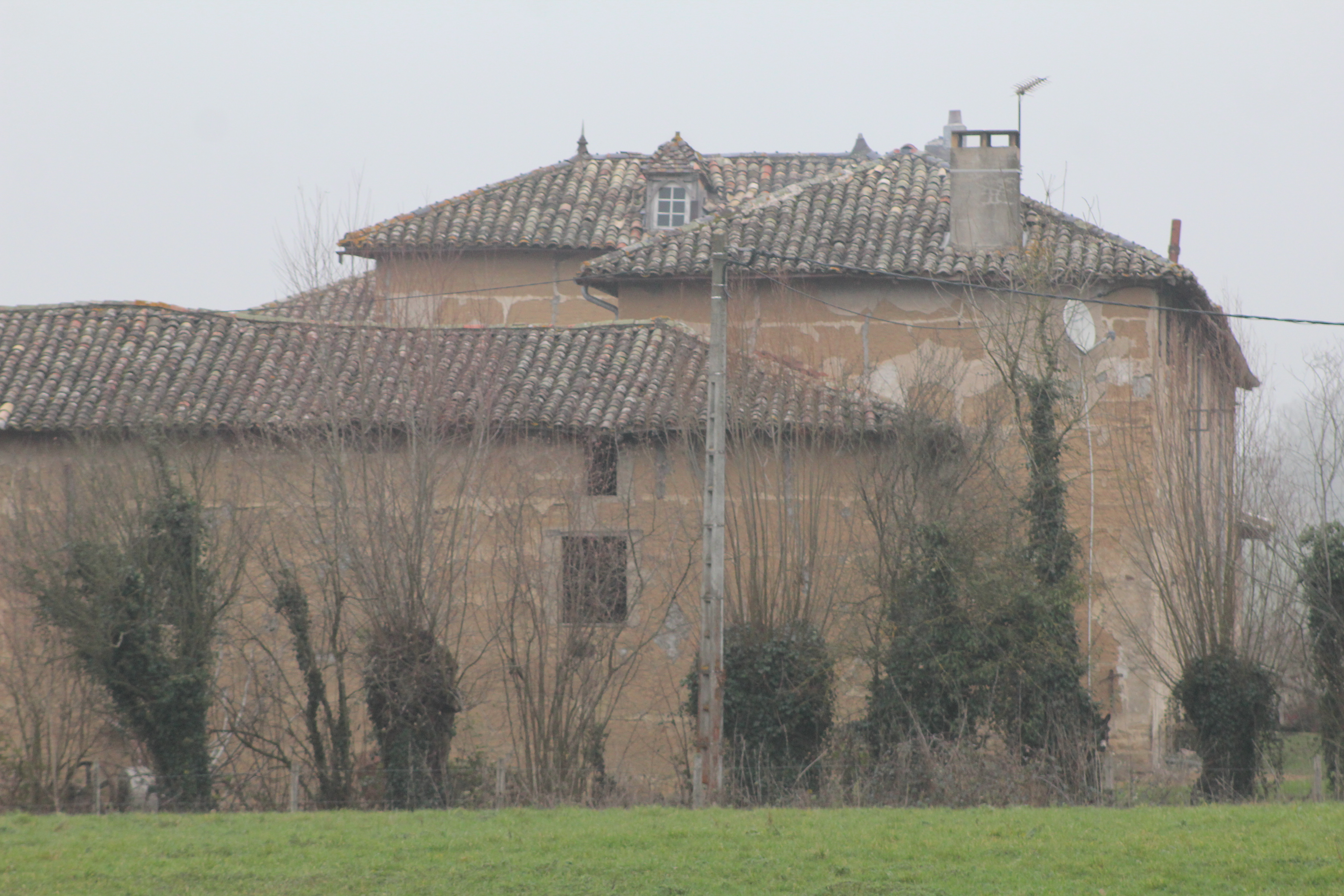
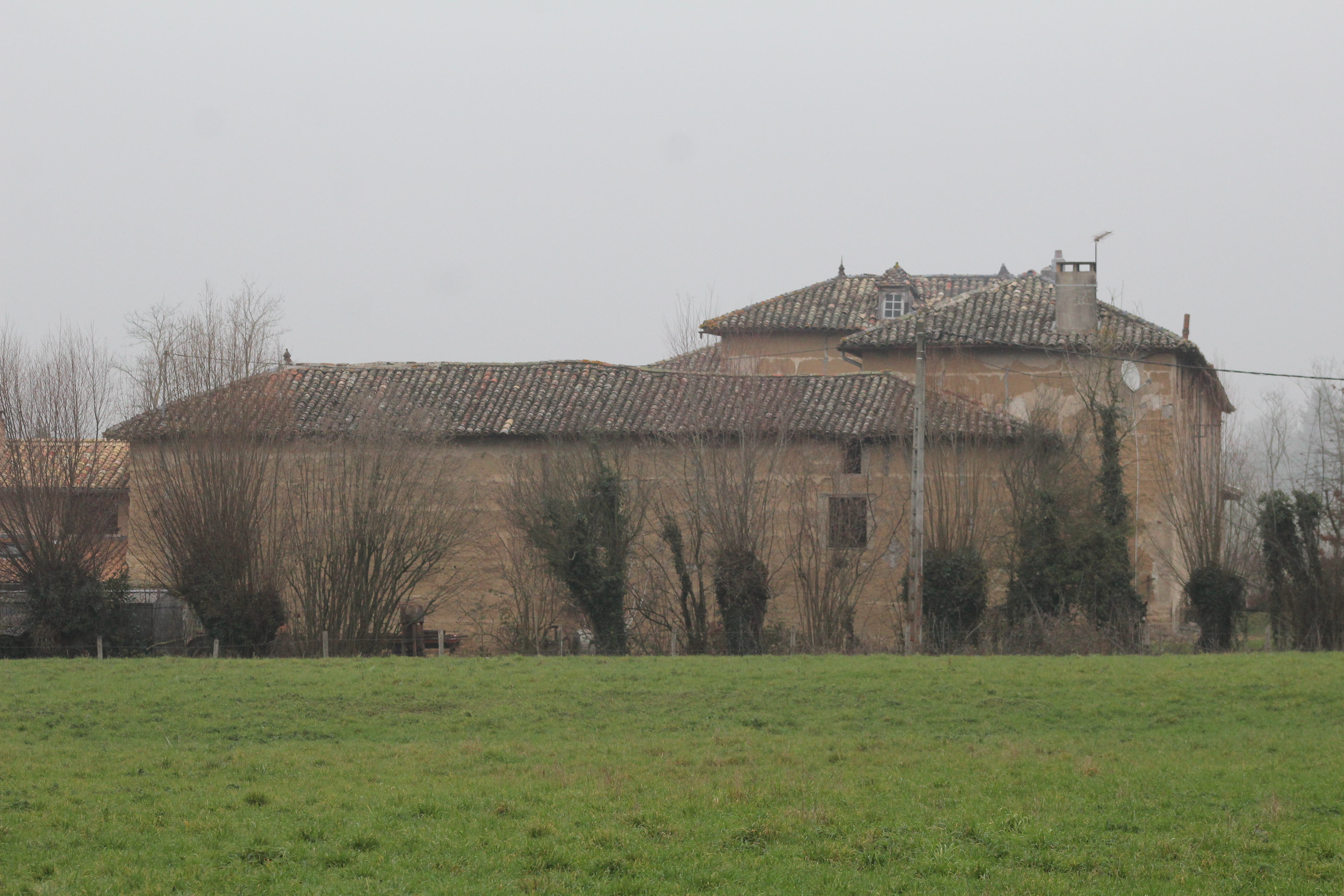
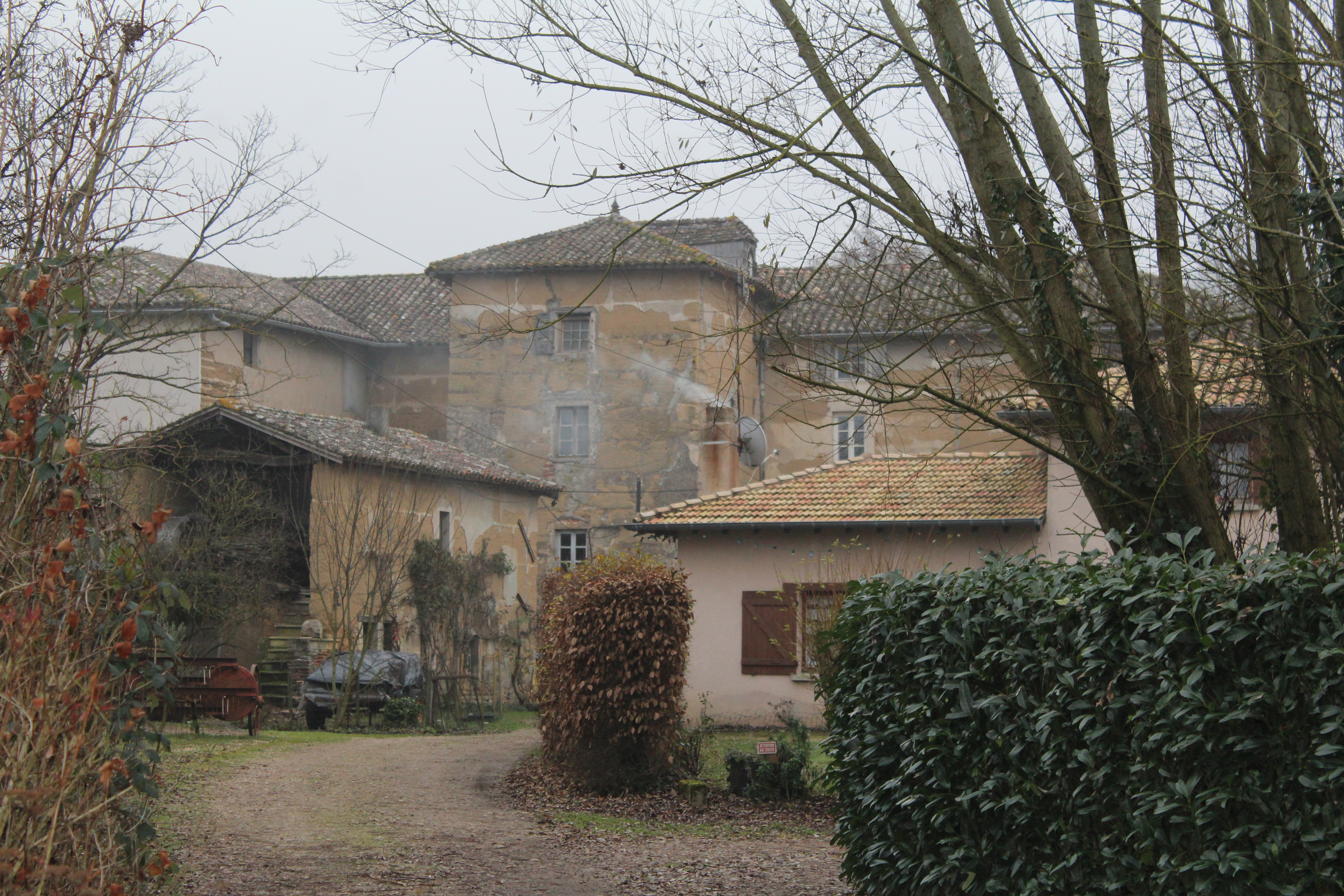

- Cour intérieure du Moulin de Talard à St Etienne sur Chalaronne